# Гарде (шахматы)
В шахматах, гарде (фр. gardez) — нападение на ферзя (объявление словом «гарде» не обязательно).

## Описание
Объявление сопернику, что ферзь в результате очередного хода оказался под ударом пешки или других фигур.

## История
Раньше считалось обязательным произносить «гарде», если напали на ферзя, но в современных шахматах такое правило не используется. Это давно устаревшее правило, применение которого отдельными шахматистами вызывает, естественно, множество споров. Некоторые требуют, чтобы партнёр при нападении на ферзя произносил в голос слово «гарде», а на короля «шах». Это требование практиковалось, когда ещё не были выработаны и чётко сформулированы законы шахматной игры. В современных турнирных правилах это делать необязательно.
Советский и украинский гроссмейстер В. М. Иванчук изобрёл разновидность шахмат под названием «Поцелуй королевы». Чрезвычайно важным аспектом предлагаемой игры является забытое правило «гарде» — шах ферзю, который, в отличие от обычных шахмат, здесь нельзя игнорировать.